# 蒙锥克城堡
蒙锥克城堡是一處古軍事要塞，修建於1640年，位於西班牙加泰羅尼亞巴塞羅那蒙锥克山的山頂。該建築現在是巴塞羅那的市政設施。这座城堡因在1938年至1939年的西班牙內戰期間是監禁及槍殺政治犯的場所而在加泰羅尼亞歷史上聲名狼藉。在20世紀後期，該城堡曾被用做博物館。